# Andrea Coda
Andrea Coda (Massa, Italia, 25 de abril de 1985) es un futbolista italiano que se desempeña como defensa central en el AS Gubbio de la Serie C de Italia.

## Clubes
| Club                          | País   | Año         |
| ----------------------------- | ------ | ----------- |
| Empoli FC                     | Italia | 2004 - 2006 |
| Udinese Calcio                | Italia | 2006 - 2015 |
| Parma F.C. (cedido)           | Italia | 2013        |
| AS Livorno (cedido)           | Italia | 2013 - 2014 |
| UC Sampdoria (cedido)         | Italia | 2015        |
| UC Sampdoria                  | Italia | 2015 - 2016 |
| Delfino Pescara 1936 (cedido) | Italia | 2016        |
| Delfino Pescara 1936          | Italia | 2016 - 2018 |
| AS Viterbese Castrense        | Italia | 2019        |
| AS Gubbio                     | Italia | 2019 -      |